# Mon Soleil
Mon Soleil è un singolo del cantautore francese Dadju e della cantante brasiliana Anitta, pubblicato il 3 giugno 2021 come secondo estratto dalla riedizione del primo e secondo album in studio di Dadju Poison ou antidote.

## Video musicale
Il video musicale, girato nella Repubblica Dominicana, è stato reso disponibile il 25 giugno 2021.

## Tracce
Testi e musiche di Dadju, Carolina Colón Juarbe, Cristina Chiluiza, Michaël Malih e Nyadjiko.
1. Mon Soleil – 3:10

## Formazione
- Dadju – voce
- Anitta – voce
- Nyadjiko – programmazione, produzione

## Classifiche

### Classifiche settimanali
| Classifica (2021) | Posizione massima |
| ----------------- | ----------------- |
| Belgio (Vallonia) | 22                |
| Francia           | 8                 |
| Portogallo        | 86                |

### Classifiche di fine anno
| Classifica (2021) | Posizione |
| ----------------- | --------- |
| Francia           | 41        |